# Sajókaza

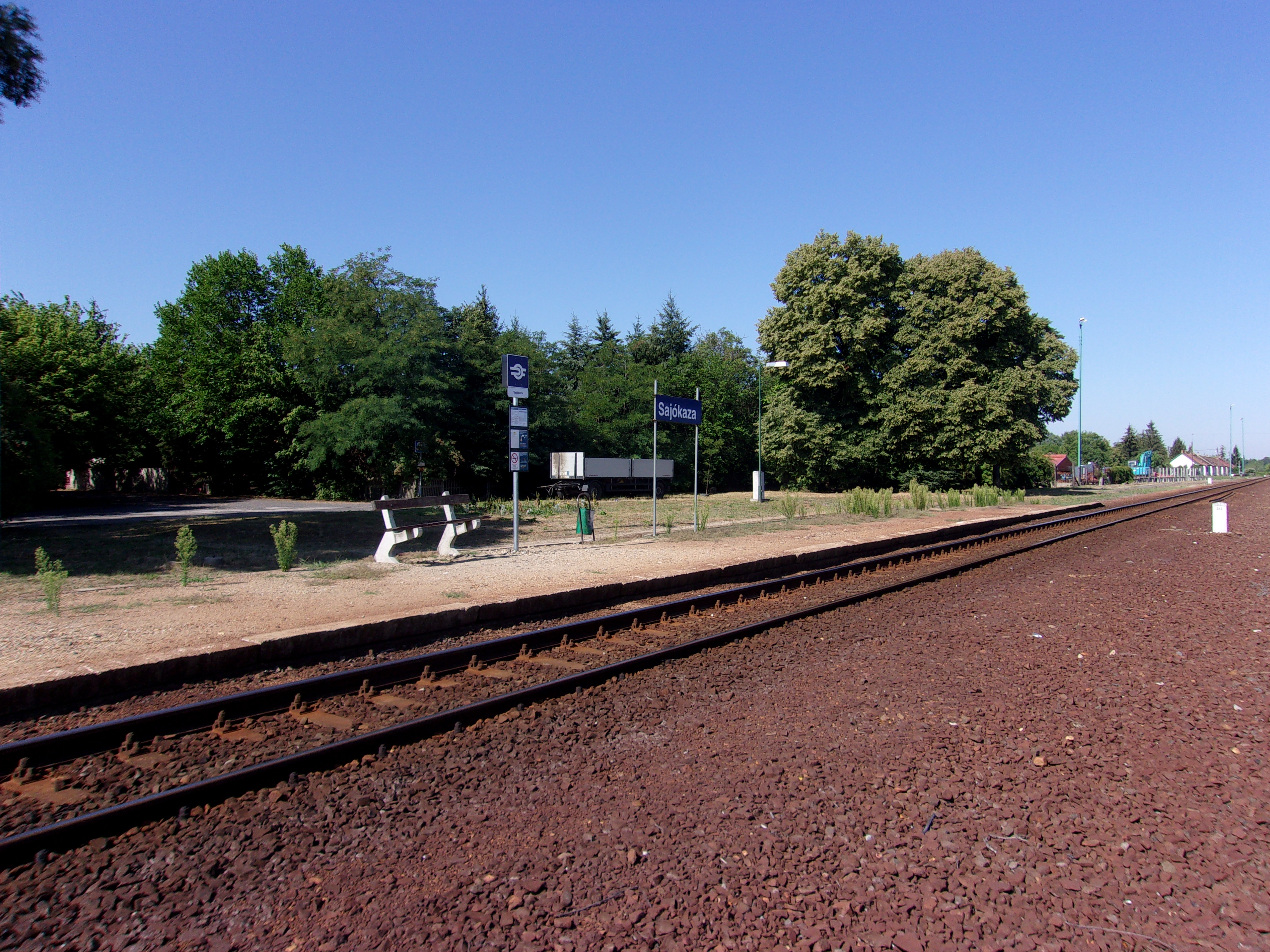
Eisenbahnhaltestelle in Sajókaza

Sajókaza ist eine ungarische Gemeinde im Kreis Kazincbarcika im Komitat Borsod-Abaúj-Zemplén.

## Geografische Lage
Sajókaza liegt in Nordungarn, 26 Kilometer nordwestlich des Komitatssitzes Miskolc und 4 Kilometer nordwestlich der Kreisstadt Kazincbarcika am linken Ufer des Flusses Sajó.

## Geschichte
Im Jahr 1913 gab es in der damaligen Großgemeinde 379 Häuser und 2367 Einwohner auf einer Fläche von 5465 Katastraljochen. Sie gehörte zu dieser Zeit zum Bezirk Edelény im Komitat Borsod.

## Söhne und Töchter der Gemeinde
- Béla Radvánszky (1849–1906), Kultur- und Literaturhistoriker sowie Politiker
- Gyula Kovács (1914–1997), Schauspieler

## Bildung
In Sajókaza befindet sich die Ambedkar-Schule (Dr. Ámbédkar Iskola), eine buddhistisch ausgerichtete Schule für Roma-Kinder, die von János Orsós begründet wurde. Der Dokumentarfilm „Der zornige Buddha“ von Stefan Ludwig porträtiert Schule, Schüler und das Leben in einer Romasiedlung in Sajókaza.

## Sehenswürdigkeiten
- Reformierte Kirche, ursprünglich erbaut im 13. Jahrhundert
- Römisch-katholische Kirche Munkás Szent József
- Schloss Radvánszky (Radvánszky-kastély), erbaut um 1830
- Standbild von Bhimrao Ramji Ambedkar

## Verkehr
In Sajókaza treffen die Landstraßen Nr. 2603 und Nr. 2604 aufeinander. Die Gemeinde ist angebunden an die Eisenbahnstrecke von Miskolc nach Ózd. Weiterhin bestehen Busverbindungen über Putnok und Bánréve nach Ózd sowie über Kazincbarcika und Sajószentpéter nach Miskolc.